# Giovanni Battista Marenco
Giovanni Battista Marenco, SDB, (Ovada, Itália, 27 de abril de 1853 — Turim, Itália, 22 de outubro de 1921) foi um prelado italiano da Igreja Católica que trabalhou na Cúria Romana, liderou uma diocese italiana brevemente e depois ingressou no serviço diplomático da Santa Sé.

## Biografia
Giovanni Marenco nasceu em 27 de abril de 1853 em Ovada, Itália. Entrou para os Salesianos de Dom Bosco em 1873 e foi ordenado sacerdote como membro daquela ordem em 18 de dezembro de 1875. Ele dirigiu várias casas salesianas e em 1890 foi nomeado provincial da província da Ligúria. Em 1892, ele serviu como delegado do reitor-mor nas Irmãs Salesianas. Em 1899 foi nomeado procurador-geral da ordem.
Ele estava ligado ao Dicastério para o Clero e consultor do Dicastério para os Institutos de Vida Consagrada e Sociedades de Vida Apostólica quando, em 29 de abril de 1909, o Papa Pio X o nomeou Bispo de Massa Carrara. Recebeu a consagração episcopal em 16 de maio de 1909 do Cardeal Francesco di Paolo Satolli.
Em 7 de janeiro de 1917, o Papa Bento XV o nomeou arcebispo titular de Edessa na Macedônia, e em 2 de fevereiro foi nomeado Internúncio Apostólico na Costa Rica, Honduras e Nicarágua,
Marenco retornou à Itália por motivo de doença e morreu em Turim, Itália, em 22 de outubro de 1921, aos 68 anos.